# Senza infamia e senza lode

Senza infamia e senza lode (littéralement : Sans infamie et sans louange) est une expression italienne qui désigne un état de médiocrité.
Elle fait, aujourd'hui, partie du langage quotidien et prend son origine dans un vers de la Divine Comédie de Dante Alighieri ; dans le chant III de Enfer, le poète décrit la masse desdits Indolents (un mot qui n'appartient pas au langage dantesque, mais résultat de la critique successive), c'est-à-dire des vils qui refuseront de se rallier pour motif de lâcheté.
Dante les définit comme : 

« coloro / che visser sanza 'nfamia e sanza lodo  
 (Inf. III 35-36) ( âmes / qui  vécurent sans infamie et sans louange  »

À cette époque, le sens de ces mots était plus fort qu'aujourd'hui. Dante méprise ceux qui ont été neutres pour motif de lâcheté, l'ayant personnellement vécu à la suite des conséquences de ses idées politiques (on pense à son exil).
Les jugeant de misérables qui n'ont jamais vécu (sciaurati che mai non fûr vivi), il les place dans le Vestibule de l'Enfer, indignes de mériter la joie du Paradis ou la peine de l'Enfer. D'eux aucune mémoire ne subsiste (Fama di loro il mondo non lassa) et Dieu, aussi, les ignore (misericordia e giustizia li sdegna) : ne discourons point d’eux, mais regarde et passe (non ragioniam di lor, ma guarda e passa).